# Carlo Botta
Carlo Giuseppe Guglielmo Botta, född 6 november 1768 och död 10 augusti 1837, var en italiensk diktare och historieskrivare. Han var far till arkeologen Paul Botta.
Botta gick som anhängare av franska revolutionen i fransk tjänst och blev fransk militärläkare. Under franska restaurationen blev han rektor för akademin i Nancy, och senare i Rouen. Han skrev Storia d'Italia dal 1789 al 1814 (4 band, 1824).